# Barbosaara
× Barbosaara (abreviado Bbra) es un híbrido intergenérico entre los géneros de orquídeas Cochlioda × Gomesa × Odontoglossum × Oncidium. Fue publicado en Orchid Rev. 83(979, cppo): 9 (1975).